# نرم‌افزار مدیریت منابع

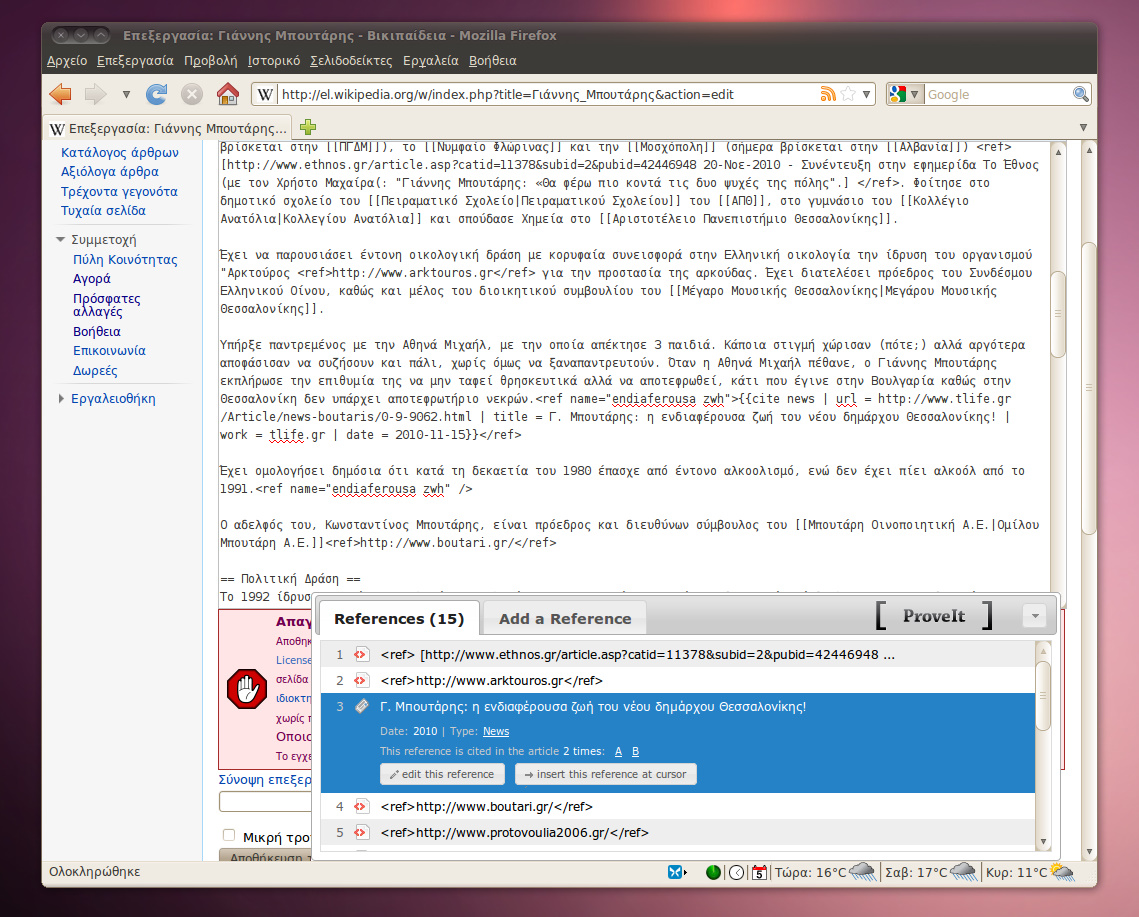
نمونه ای از مثال استدلالی نرم افزار

نرم‌افزار مدیریت مرجع (به انگلیسی: Reference management software)، نرم‌افزار مدیریت استناد یا نرم افزار مدیریت شخصی کتابشناختی، نرم‌افزاری برای دانشمندان و نویسندگان است تا برای ثبت و ضبط استفاده کنند و با استفاده از اطلاعات کتابشناختی مراجع است. هنگامی که یک استناد ثبت شده‌است، آن را می‌توان بارها و بارها در کتابشناسی تولید استفاده کرد، مانند فهرستی از منابع در کتاب، مقالات و مطالب علمی.

این بسته‌های نرم افزاری به‌طور معمول از یک پایگاه داده که در آن منابع کتابشناختی کامل می‌تواند وارد شود، به علاوه یک سیستم برای ایجاد لیست‌های انتخابی از مقالات در فرمت‌های مختلف مورد نیاز توسط ناشران و ژورنال علمی تشکیل شده‌است. بسته مدیریت مرجع مدرن معمولاً می‌توان با واژه‌پردازها به‌طوری‌که یک فهرست مرجع در فرمت مناسب به‌طور خودکار تولید شده به عنوان یک مقاله نوشته شده‌است یکپارچه، کاهش خطر وجود دارد که منبع ذکر شده‌است در فهرست مرجع گنجانده نشده‌است. آن‌ها همچنین یک مرکز برای وارد کردن اطلاعات مربوط به انتشارات از پایگاه داده‌های کتابشناختی هستند.

مرجع نرم افزار مدیریت جمع‌آوری یک پایگاه داده بسیار کوچکتر از نشریات است که استفاده می‌شود، و چنین پایگاه داده به راحتی می‌تواند بر روی کامپیوتر‌های شخصی افراد قرار دارد.
به غیر از مدیریت منابع، نرم افزار مدیریت همچنین کاربران را به منابع جستجو از کتابخانه‌های آنلاین قادر می‌سازد. این کتابخانه آنلاین معمولاً در پروتکل عمومی زد۳۹٫۵۰ است. کاربران فقط نیاز به مشخص کردن آدرس IP، نام پایگاه داده و کلمات کلیدی برای شروع یک جستجو سریع‌تر و کارآمدتر از یک مرورگر وب دارند.

## منبع
- مشارکت‌کنندگان ویکی‌پدیا. «Reference management software». در دانشنامهٔ ویکی‌پدیای انگلیسی، بازبینی‌شده در ۱۶ شهریور ۱۳۹۲.